# Экспозиционное число
Экспозиционное число, экспозиционный канал (англ. Exposure Value, EV) — условное целое число, однозначно характеризующее экспозицию при фото- и киносъёмке. Одному и тому же экспозиционному числу могут соответствовать различные комбинации выдержки и диафрагмы (экспопары), но всегда одно и то же количество света. При этом, экспозиционное число не является фотометрической величиной и без конкретного значения светочувствительности не может быть однозначно сопоставлено с освещённостью и яркостью. Шаг логарифмической шкалы экспозиционных чисел, соответствующий двукратному изменению экспозиции, принято называть экспозиционная ступень. Понятие легло в основу механической автоматизации управления экспозицией с помощью шкалы световых чисел (англ. LVS-system, Light-Value Scale; нем. Lichtwerte), получившей распространение во второй половине 1950-х годов.

## Физический смысл
Понятие экспозиционного числа разработано немецким конструктором фотозатворов Фридрихом Декелем (нем. Friedrich Deckel). В качестве органа управления шкала экспозиционных чисел использовалась в фотоаппаратах с центральным затвором, конструктивно наиболее подходящих для такого способа регулировки экспозиции. При этом градуировка шкал диафрагмы и выдержек выполняется равномерной и с одинаковым шагом, соответствующим изменению каждого из параметров вдвое. Шкалы расположены «навстречу» друг другу, поэтому совместный поворот обоих колец на одинаковый угол приводит к уменьшению одного из параметров при одновременном увеличении другого на ту же величину. В результате сочетание выдержки и диафрагмы может меняться при неизменной экспозиции. Впервые такое устройство реализовано в затворе Synchro-Compur Декеля, представленном им на выставке Photokina в 1954 году. 
Шкала, нанесённая на одно из двух соосных колец, регулирующих экспозицию, служит для выбора их взаимного положения. Выбор конкретного числа этой шкалы с помощью фиксатора относительного вращения колец выдержки и диафрагмы соответствует выбору нужной экспозиции вне зависимости от текущих значений обоих экспозиционных параметров. Такая технология существенно упростила управление экспозицией, избавив начинающих фотолюбителей от необходимости подробного изучения понятий «выдержка» и «диафрагма». При этом взаимная фиксация колец позволяет совместным поворотом обеих шкал менять сочетание параметров при механической автоматизации соблюдения закона взаимозаместимости.
Первоначальное обозначение {\displaystyle E_{v}}, принятое как один из стандартов ISO, со временем трансформировалось в современный английский акроним EV или eV, получивший статус международного символа. Шкала экспозиционных чисел основана на логарифмической зависимости с основанием 2:
{\displaystyle \mathrm {EV} =\log _{2}{\frac {N^{2}}{t}}\,,}
где N соответствует диафрагменному числу, а t — времени экспозиции в секундах. Светочувствительность при этом подразумевается равной 100 единицам ISO. 
 
Если же она отличается, то значение EV изменяется на значение, равное количеству ступеней, на которое чувствительность отличается от 100. 
 
Таким образом, значение EV 0 соответствует экспозиции с выдержкой в 1 секунду при относительном отверстии f/1,0 при чувствительности светоприёмника равной 100. 
Если в данном случае изменить светочувствительность, например, на 800 ISO, то EV примет положительное значение +3.
Однако, при этом же значении экспозиционного числа возможны и другие комбинации выдержки и диафрагмы: 2 секунды при f/1,4; 4 секунды при f/2,0; 8 секунд при f/2,8 и так далее. При любом из этих сочетаний экспозиция, получаемая фотоматериалом или фотоматрицей, будет одинаковой, а отличаться будут глубина резко изображаемого пространства и величина смазывания движущихся объектов. Каждое изменение экспозиционного числа на единицу, называемое ступенью (жаргонное название «стоп»), соответствует изменению экспозиции вдвое. Так, уменьшение на единицу соответствует более короткой выдержке или закрытию диафрагмы на одну ступень.
Тем не менее, экспозиционное число не является фотометрической величиной, а характеризует соотношение между конкретными значениями экспозиционных параметров, непосредственно не связанное с яркостью и освещённостью. Как известно, фотометрическое понятие экспозиции выражается зависимостью:
{\displaystyle H_{\mathrm {v} }=E\cdot t\,,}
где Hv — экспозиция, E — освещённость в плоскости действительного изображения, а t — выдержка. Освещённость E зависит не только от относительного отверстия объектива, но и от яркости объекта съёмки, последняя из которых не учитывается экспозиционным числом. Во избежание путаницы вместо экспозиционного числа чаще используется понятие экспозиционные параметры, а производители фотоаппаратов предпочитают термин «Экспозиционные установки камеры» (англ. Camera Exposure Settings). Система экспозиционных чисел, стала основой для аддитивной шкалы APEX, принятой в США в виде стандарта ASA PH2.15-1964. 
В СССР система была малоизвестна и понятие экспозиционного числа также не получило широкого распространения. Вместо него использовались табличные методы вычисления экспозиции, содержащие другие условные числа, не имеющие ничего общего с общепринятым экспозиционным. Лишь в  фотоэкспонометрах и в некоторых фотоаппаратах с центральными затворами наносились экспозиционные шкалы международного стандарта. В западных странах система APEX так и не дошла до стадии утверждения в виде разметки шкал аппаратуры из-за массового внедрения фотоэлектрических экспонометров.
В современной справочной литературе понятие экспозиционного числа применяется для обозначения конкретных сочетаний выдержки и диафрагмы, чаще всего при описании диапазона работоспособности экспонометров, автофокуса и других устройств, зависящих от световых условий. В экспозиционных числах («стопах») измеряется также фотографическая широта цифровых устройств регистрации изображения.
Таблица 1. Значения экспозиционного числа для различных экспозиционных параметров
|                     | Относительное отверстие |       |       |       |       |       |       |      |      |      |      |      |      |
| Выдержка в секундах | f/1,0                   | f/1,4 | f/2,0 | f/2,8 | f/4,0 | f/5,6 | f/8,0 | f/11 | f/16 | f/22 | f/32 | f/45 | f/64 |
| 60                  | −6                      | −5    | −4    | −3    | −2    | −1    | 0     | 1    | 2    | 3    | 4    | 5    | 6    |
| 30                  | −5                      | −4    | −3    | −2    | −1    | 0     | 1     | 2    | 3    | 4    | 5    | 6    | 7    |
| 15                  | −4                      | −3    | −2    | −1    | 0     | 1     | 2     | 3    | 4    | 5    | 6    | 7    | 8    |
| 8                   | −3                      | −2    | −1    | 0     | 1     | 2     | 3     | 4    | 5    | 6    | 7    | 8    | 9    |
| 4                   | −2                      | −1    | 0     | 1     | 2     | 3     | 4     | 5    | 6    | 7    | 8    | 9    | 10   |
| 2                   | −1                      | 0     | 1     | 2     | 3     | 4     | 5     | 6    | 7    | 8    | 9    | 10   | 11   |
| 1                   | 0                       | 1     | 2     | 3     | 4     | 5     | 6     | 7    | 8    | 9    | 10   | 11   | 12   |
| 1/2                 | 1                       | 2     | 3     | 4     | 5     | 6     | 7     | 8    | 9    | 10   | 11   | 12   | 13   |
| 1/4                 | 2                       | 3     | 4     | 5     | 6     | 7     | 8     | 9    | 10   | 11   | 12   | 13   | 14   |
| 1/8                 | 3                       | 4     | 5     | 6     | 7     | 8     | 9     | 10   | 11   | 12   | 13   | 14   | 15   |
| 1/15                | 4                       | 5     | 6     | 7     | 8     | 9     | 10    | 11   | 12   | 13   | 14   | 15   | 16   |
| 1/30                | 5                       | 6     | 7     | 8     | 9     | 10    | 11    | 12   | 13   | 14   | 15   | 16   | 17   |
| 1/60                | 6                       | 7     | 8     | 9     | 10    | 11    | 12    | 13   | 14   | 15   | 16   | 17   | 18   |
| 1/125               | 7                       | 8     | 9     | 10    | 11    | 12    | 13    | 14   | 15   | 16   | 17   | 18   | 19   |
| 1/250               | 8                       | 9     | 10    | 11    | 12    | 13    | 14    | 15   | 16   | 17   | 18   | 19   | 20   |
| 1/500               | 9                       | 10    | 11    | 12    | 13    | 14    | 15    | 16   | 17   | 18   | 19   | 20   | 21   |
| 1/1000              | 10                      | 11    | 12    | 13    | 14    | 15    | 16    | 17   | 18   | 19   | 20   | 21   | 22   |
| 1/2000              | 11                      | 12    | 13    | 14    | 15    | 16    | 17    | 18   | 19   | 20   | 21   | 22   | 23   |
| 1/4000              | 12                      | 13    | 14    | 15    | 16    | 17    | 18    | 19   | 20   | 21   | 22   | 23   | 24   |
| 1/8000              | 13                      | 14    | 15    | 16    | 17    | 18    | 19    | 20   | 21   | 22   | 23   | 24   | 25   |
На практике используются только целые значения экспозиционных чисел, соответствующие сочетаниям стандартных величин выдержки и диафрагмы, общепринятых в фотоаппаратуре. Дробные значения получили распространение при описании изменения уровня экспозиции, чаще всего, экспокоррекции. Для киносъёмки аналогичная таблица выглядит значительно проще, поскольку в большинстве случаев при стандартной кадровой частоте и постоянном угле раскрытия обтюратора используется единственное значение выдержки, однако в кинематографе система экспозиционных чисел не получила распространения.

## Таблицы экспозиционных чисел
В большинстве ситуаций точное определение экспозиции без фотоэлектрического экспонометра невозможно, однако знание экспозиционного числа, соответствующего тому или иному типу сюжета, помогает ориентироваться при вычислении нужных экспопараметров. Для сопоставления конкретного числа с освещённостью требуется знание светочувствительности. При значении этого параметра, равного ISO 100, все экспозиционные числа принимаются равными соответствующим световым.
Таблица 2. Экспозиционные числа для различных условий освещения при светочувствительности ISO 100
| Световые условия                                                               | EV100                           |
| Естественное освещение на улице                                                | Естественное освещение на улице |
| ------------------------------------------------------------------------------ | ------------------------------- |
| Освещённые песок или снег при ярком солнце или лёгкой дымке (резкие тени)[* 3] | 16                              |
| Усреднённый сюжет при ярком солнце или лёгкой дымке (резкие тени)              | 15                              |
| Освещённая ярким солнцем стандартная серая карта                               | 15                              |
| Усреднённый сюжет при солнце в дымке (мягкие тени)                             | 14                              |
| Усреднённый сюжет при лёгкой облачности (тени отсутствуют)                     | 13                              |
| Усреднённый сюжет при плотной облачности                                       | 11–12                           |
| Сюжет в глубокой тени при ярком солнце                                         | 12                              |
| Ландшафт, освещённый лунным светом[* 4]                                        |                                 |
| Полнолуние                                                                     | от −3 до −2                     |
| Месяц (четверть)                                                               | −4                              |
| Полумесяц                                                                      | −6                              |
| Ландшафт, освещённый светом звёздного неба                                     | −15                             |
| Искусственное освещение на улице                                               |                                 |
| Неоновые и светодиодные вывески                                                | 9–10                            |
| Ночной спорт                                                                   | 9                               |
| Огонь и горящие здания                                                         | 9                               |
| Яркие ночные сцены                                                             | 8                               |
| Ночные сцены на улице и освещённые окна                                        | 7–8                             |
| Ночной уличный траффик                                                         | 5                               |
| Ярмарки и парки с аттракционами                                                | 7                               |
| Новогодняя ёлка, подсветка зданий                                              | 4–5                             |
| Освещённые здания, памятники и фонтаны                                         | 3–5                             |
| Освещённые здания издалека                                                     | 2                               |
| Искусственное освещение в интерьере                                            |                                 |
| Выставочные залы, галереи                                                      | 8–11                            |
| Стадионы и театральные сцены при полном освещении                              | 8–9                             |
| Ледовые шоу с заливающим светом                                                | 9                               |
| Арена цирка с заливающим светом                                                | 8                               |
| Офисы и цеха                                                                   | 7–8                             |
| Домашние интерьеры                                                             | 5–7                             |
| Новогодняя ёлка                                                                | 4–5                             |
| Источники света                                                                |                                 |
| Искрящийся снег на ярком солнце                                                | 21                              |
| Яркий источник искусственного света                                            | 20                              |
| Солнечные блики на блестящих металлических предметах                           | 19                              |
| Солнечные блики на поверхности воды                                            | 18                              |
| Диск Луны[* 4]                                                                 |                                 |
| Полная                                                                         | 15                              |
| Ущербная                                                                       | 14                              |
| Месяц (четверть)                                                               | 13                              |
| Полумесяц                                                                      | 12                              |
| Радуга                                                                         |                                 |
| На фоне чистого неба                                                           | 15                              |
| На фоне туч и облаков                                                          | 14                              |
| Небосвод у горизонта                                                           |                                 |
| Перед закатом                                                                  | 12–14                           |
| На закате                                                                      | 12                              |
| Сразу после заката                                                             | 9–11                            |
| Полярное сияние                                                                |                                 |
| Яркое                                                                          | от −4 до −3                     |
| Среднее                                                                        | от −6 до −5                     |
| Млечный путь                                                                   | от −11 до −9                    |
Приведённая таблица позволяет с ограниченной точностью определять экспозиционное число, соответствующее описанным световым ситуациям для одного значения светочувствительности. При другой чувствительности для пересчёта используется закон взаимозаместимости, из которого следует, что при повышении значения ISO в два раза, соответствующее экспозиционное число возрастает на единицу. Одним из следствий приведённых таблиц может считаться эмпирическое правило F/16, позволяющее вычислять экспозиционные параметры более простым способом.

## Экспозиционное число в фотоаппаратуре
На большинстве фотоаппаратов не предусмотрена возможность перевода экспозиционных чисел в экспозиционные параметры. Однако, почти вся иностранная аппаратура конца 1950-х годов с центральным затвором снабжалась соответствующей шкалой. Эта же технология встречалась и в советских фотоаппаратах «Искра», «Юность», «Эстафета». Впервые затвор со световой шкалой появился в 1955 году на дальномерных фотоаппаратах Agfa Super Solinette и Ansco Super Regent. Стандартные ряды выдержек и диафрагм в эти же годы были приведены к современному виду, когда каждое соседнее значение отличается ровно в 2 раза, или на 1 экспозиционную ступень. С окончанием моды на центральный затвор и распространением фокальных от шкалы стали отказываться, но она долго использовалась в профессиональной среднеформатной фотоаппаратуре, рассчитанной на сменную оптику с межлинзовым затвором, например «Hasselblad» и «Rolleiflex SL66».
Шкала экспозиционных чисел или «экспозиционная шкала» при этом наносится на одно из соосных колец, управляющих выдержкой или диафрагмой, градуированных с одинаковым равномерным угловым шагом. Поворот каждого из колец на один и тот же угол в любом месте шкалы при этом приводит к изменению соответствующих экспозиционных параметров в два раза. Направления изменений подбираются противоположными, то есть при вращении колец в одну и ту же сторону выдержка укорачивается, а диафрагма — открывается и наоборот. Отдельная защёлка, расположенная на шкале экспозиционных чисел, может запирать взаимное вращение обоих колец в соответствии с выбранным на этой шкале значением. В результате, вращение установочных шкал происходит синхронно таким образом, что экспозиция остаётся постоянной во всём диапазоне изменения параметров съёмки. Это повышает оперативность, позволяя быстро подбирать нужное сочетание в зависимости от сюжета: закрытую диафрагму для большой глубины резкости или короткую выдержку при съёмке быстрого движения.
В цифровой фотоаппаратуре шкалы экспозиционных чисел не встречаются. Некоторые экспонометры (например, спотметры Pentax) выдают показания в единицах EV для светочувствительности ISO 100. Более современные цифровые модели могут выводить результат в виде экспозиционного числа для конкретного значения чувствительности, устанавливающегося перед замером.

## Экспокоррекция
Наиболее часто понятие и символ экспозиционного числа употребляется при разметке шкал экспокоррекции. В этом случае термин экспозиционная ступень используется как относительная величина, выражающая разницу между фактическим и расчётным уровнями экспозиции. В отличие от абсолютных величин экспозиционных чисел, отрицательные значения которых соответствуют очень низким уровням освещённости, знак экспокоррекции отражает сторону, в которую изменяется экспозиция. Так, абсолютное значение -1 EV соответствует выдержке в 4 секунды при f/1,4, в то время как -1 EV при экспокоррекции обозначает уменьшение экспозиции на 1 ступень по сравнению с расчётной. В то же время, положительные величины экспокоррекции обозначаются знаком «+», например +2 EV соответствует увеличению экспозиции на 2 ступени.
Шкала экспокоррекции противоположна шкале абсолютных значений экспозиционных чисел, то есть при коррекции +1 EV экспозиционное число должно уменьшиться на ту же величину. Например, если при съёмке слишком тёмного объекта по результатам измерения, дающего 15 EV, требуется экспокоррекция +2 EV, в конечном счёте увеличение выдержки или открытие диафрагмы приведёт к уменьшению числа до 13.

## Взаимосвязь с яркостью и освещённостью
При известной светочувствительности существует прямая взаимосвязь между экспозиционным числом и такими фотометрическими величинами, как яркость и освещённость. Правильная экспозиция при данных световых условиях и светочувствительности определяется при помощи равенства:
{\displaystyle {\frac {N^{2}}{t}}={\frac {L\cdot S}{K}}\,,}
где
- {\displaystyle N} — диафрагменное число;
- {\displaystyle t} — выдержка в секундах;
- {\displaystyle L} — усреднённая яркость сцены в канделах на м²;
- {\displaystyle S} — числовое значение светочувствительности ISO;
- {\displaystyle K} — калибровочный коэффициент экспонометра[23];

Используем в логарифме формулы экспозиционного числа вместо левой правую часть этого равенства. Тогда число EV определяется при помощи выражения:
{\displaystyle \mathrm {EV} =\log _{2}{\frac {L\cdot S}{K}}\,.}
Коэффициент {\displaystyle K} подбирается производителями самостоятельно и чаще всего равен 12,5 (в том числе у Canon, Nikon и Seconic). В этом случае и при светочувствительности ISO 100 зависимость выглядит, как равенство:
{\displaystyle L=2^{\mathrm {EV} -3}\,.}
Используя эту зависимость, при помощи экспонометра можно измерять яркость света, отражённого от объекта съёмки.
Таблица 3. Соответствие экспозиционных чисел и яркости (для ISO 100 и коэффициента K = 12,5) и освещённости (для ISO 100 и коэффициента C = 250)
| EV100 | Яркость | Яркость     | Освещённость | Освещённость |
| EV100 | кд/м2   | фут-ламберт | Люкс         | фут/кд       |
| ----- | ------- | ----------- | ------------ | ------------ |
| -4    | 0,008   | 0,0023      | 0,156        | 0,015        |
| -3    | 0,016   | 0,0046      | 0,313        | 0,029        |
| -2    | 0,031   | 0,0091      | 0,625        | 0,058        |
| -1    | 0,063   | 0,018       | 1,25         | 0,116        |
| 0     | 0,125   | 0,036       | 2,5          | 0,232        |
| 1     | 0,25    | 0,073       | 5            | 0,465        |
| 2     | 0,5     | 0,146       | 10           | 0,929        |
| 3     | 1       | 0,292       | 20           | 1,86         |
| 4     | 2       | 0,584       | 40           | 3,72         |
| 5     | 4       | 1,17        | 80           | 7,43         |
| 6     | 8       | 2,33        | 160          | 14,9         |
| 7     | 16      | 4,67        | 320          | 29,7         |
| 8     | 32      | 9,34        | 640          | 59,5         |
| 9     | 64      | 18,7        | 1280         | 119          |
| 10    | 128     | 37,4        | 2560         | 238          |
| 11    | 256     | 74,7        | 5120         | 476          |
| 12    | 512     | 149         | 10 240       | 951          |
| 13    | 1024    | 299         | 20 480       | 1903         |
| 14    | 2048    | 598         | 40 960       | 3805         |
| 15    | 4096    | 1195        | 81 920       | 7611         |
| 16    | 8192    | 2391        | 163 840      | 15 221       |
Определение зависимости даёт сравнительно точные результаты для отражённого света. При измерении падающего света (освещённости) дополнительные разночтения могут привноситься типом измерительного сенсора, которые делятся на две главных разновидности: плоские и полусферические с различным распределением направлений чувствительности. При измерении плоским светоприёмником чаще всего используется коэффициент C=250, а зависимость при ISO 100 принимает вид:
{\displaystyle E=2,5\times 2^{\mathrm {EV} }\,.}
Однако на практике, когда большинство объектов съёмки имеют объём и различную ориентацию относительно источников света, более точный результат может быть получен полусферической измерительной головкой, для которой коэффициент C составляет 320 (Minolta) или 340 (Seconic) для освещённости в люксах.